# قنطيون إفريقي شبه راندي
قنطيون أفريقي شبه راندي (الاسم العلمي:Afrocanthium pseudorandii) هو نوع من النباتات يتبع جنس القنطيون الأفريقي من الفصيلة الفوية.